# Buttevant

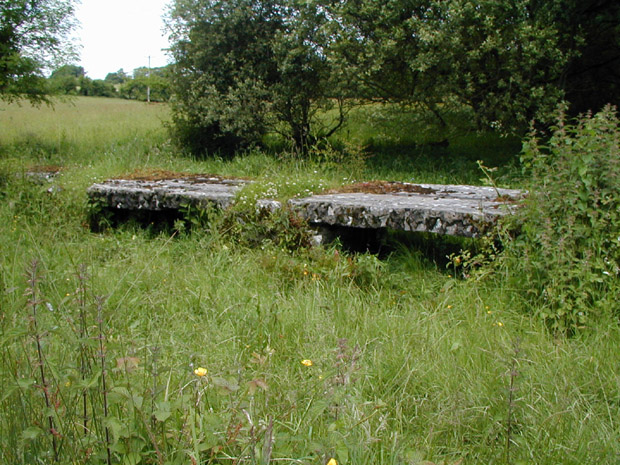
Clapper bridge

Die kleine Landgemeinde Buttevant (irisch Cill na Mallach) liegt an der N20, etwa 10 Kilometer nördlich von Mallow im County Cork in Irland. An der Hauptstraße finden sich neben der Pfarrkirche die Ruine des ehemaligen Klosters Buttevant und etwa ein Kilometer südlich von Buttevant die Überreste des Klosters Ballybeg. Es sind auf dem Gemeindegebiet 124 vorzeitliche Monumente ausgewiesen, eine für Cork und die gesamte Republik Irland nicht untypisch hohe Anzahl.

## Menhire
Die vermutlich ältesten Monumente stellen vier Menhire (englisch Standing Stones) dar. Sie liegen in den Townlands Boherascrub East, Bregoge, Currymount und Velvetstown. Drei der vier Menhire stehen in der Nähe der Flur Kilmacklenine.
Obwohl in der Umgebung Kalkstein verfügbar ist, wurden exotische Gesteinsarten benutzt. Bevorzugt wurden große Blöcke des „Old Red Sandstone“, die von den Gletschern der Eiszeit aus den Ballyhoura Mountains verlagert wurden und „Galway-Granit“.

## Kilmaclenine
Das Wedge Tomb von Kilmaclenine oder Acuthogue befindet sich 4,8 km südwestlich von Buttevant. Die hohe, kastenartige oberirdische West-Ost orientierte Anlage wurde ausgegraben und enthielt ein Skelett, ein Schwert und ein paar Perlen.

## Burnt Mounds (Fulachta Fiadhs)
Von den bisher 14 erkannten, in Südirland sehr häufig anzutreffenden Burnt Mounds liegen sechs im Flur Templemary drei im Flur Ardaprior. Die übrigen fünf liegen in den Fluren Ballyvorisheen, Curraglass, Currymount, Dreenagh West und Velvetstown.
Haufen mittelgroßer verbrannter Steine sind das Hauptmerkmal der Fulachta Fiadh. Die Plätze waren keine Siedlungen. Es gibt keine Untersuchungen bzw. Beschreibungen der 14 Anlagen in Buttevant.

## Ringforts
Die 67 bekannten Ringforts sind der Haupttyp unter den Monumenten bei Buttevant.
Sie wurden über einen Zeitraum von über 1.500 Jahren errichtet. Die frühesten könnten 500 v. Chr., die letzten 1.000 n. Chr. entstanden sein. Es wird geschätzt, dass sukzessiv etwa 30.000 bis 40.000 Ringforts in Irland errichtet wurden. Die durchschnittliche Verteilung in Irland ist ein Ringfort pro 425 Morgen. Die Dichte in Buttevant ist etwa doppelt so groß.
Ringforts aus Erdwällen, wie die bei Buttefant, heißen Lios oder Rath. Wo sie aus Steinen errichtet wurden, wie z. B. im County Clare, werden sie eher als Dun, Cashel oder Cathair bezeichnet. Obwohl sie allgemein „Ringfort“ heißen, hatten sie keine militärische Funktion.

## Souterrains
Bisher sind im Gebiet von Buttevant nur vier Souterrains erkannt. Sie liegen in den Fluren Ballyvorisheen, Dreehagh West, Grange East und Rathclare. Damit ist eine für das County Cork geradezu typische Anlagenart unterrepräsentiert. Bei Souterrains wird zwischen „earth-cut“, „rock-cut“, „mixed“, „stone built“ und „wooden“ (z. B. Coolcran, County Fermanagh) Souterrains unterschieden.
Souterrains sind allgemein eng mit Ringforts verbunden. Sie wurden ab 500 v. Chr. gebaut und werden mit der La-Tène-Kultur Irlands in Zusammenhang gebracht.
Einer der ältesten Kolumbarien (Taubenschläge) Irlands, die eine eigene Fundgattung bilden, steht südlich Buttevant beim Kloster Ballybeg.

## Das Pferderennen von Buttevant
Im Jahr 1752 fand zwischen den Kirchtürmen der Kirche in Buttevant und jener in Doneraile eines der ersten dokumentierten Pferde-Jagdrennen statt.